# Мессинг, Дебра
Де́бра Линн Ме́ссинг (англ. Debra Messing; род. 15 августа 1968, Бруклин, Нью-Йорк, США) — американская актриса, добившаяся успеха благодаря ролям в телевизионных комедиях. Наиболее известна по участию в сериалах «Уилл и Грейс», «Смэш» и «Тайны Лауры».
Мессинг получила первоначальную известность благодаря роли в шоу Fox «Нед и Стейси» (1995—1997), однако её прорыв произошёл после выхода в 1998 году ситкома NBC «Уилл и Грейс». Сериал обрёл коммерческий успех и получил похвалу от критиков, а сама Мессинг в 2003 году выиграла премию «Эмми» за лучшую женскую роль в комедийном сериале.
Она сыграла главную роль в мини-сериале USA Network «Развод по-голливудски» в 2007 году, который в итоге вылился в регулярный сериал, но был закрыт после одного сезона. В 2012—2013 годах снималась в сериале «Смэш», а с 2014 по 2016 год исполняла ведущую роль Лауры Даймонд в комедии «Тайны Лауры». Начиная с 2017 года, Мессинг исполняет роль Грейс Адлер в возрождении сериала «Уилл и Грейс».
Работы Мессинг на большом экране включают в себя такие фильмы, как «Прогулка в облаках» (1995), «Человек-мотылёк» (2002), «А вот и Полли» (2004) и «Жених напрокат» (2005) и «Везунчик» (2007).
За свою карьеру она в общей сложности шесть раз выдвигалась на «Эмми», девять на «Золотой глобус» и восемь на Премию Гильдии актёров США.

## Биография
Родилась в Бруклине, Нью-Йорк. Она родилась в еврейской семье выходцев из Польши. В 1990 году она окончила Брандейский университет в Уолтэме, штат Массачусетс, а затем получила степень магистра искусств Нью-Йоркского университета.
После окончания университета, Мессинг дебютировала в бродвейской постановке «Ангелы в Америке», после чего взяла на себя второстепенную роль в сериале «Полиция Нью-Йорка». В 1995 году она дебютировала на большом экране с ролью нервной жены главного героя в фильме «Прогулка в облаках», после чего получила ведущую роль в ситкоме Fox «Нед и Стейси», где снималась на протяжении двух сезонов. В 1997 году она снялась в провальном фильме «Флот МакХэйла», а затем сыграла главную роль в недолго просуществовавшем сериале ABC «Добыча».
Мессинг добилась наибольшей известности благодаря главной роли в ситкоме NBC «Уилл и Грейс», где она снималась с 1998 по 2020 год. Эта роль принесла ей премию «Эмми» за лучшую женскую роль в комедийном сериале в 2003 году, а также шесть номинаций на «Золотой глобус» за лучшую женскую роль в телевизионном сериале — комедия или мюзикл. Благодаря телевизионному успеху, Мессинг появилась в кинофильмах «Человек-мотылёк», «Голливудский финал» и «А вот и Полли», а в 2005 году сыграла первую и единственную главную роль в фильме крупной студии — комедии «Жених напрокат». Она затем снялась в провальных фильмах «Везунчик» и «Женщины», после чего сконцентрировалась на телевизионной карьере.
Мессинг снялась в номинированном на «Эмми» мини-сериале 2007 года «Развод по-голливудски». После его успеха USA Network решил запустить полноценный сериал, который собирал лишь 2,4 млн зрителей и был закрыт в 2009 году. В начале 2011 года она была приглашена на главную роль в сериал NBC «Смэш», который был закрыт после двух сезонов в 2013 году. В 2014 году, Мессинг вернулась на NBC с главной ролью в сериале «Тайны Лауры».

## Личная жизнь
Мессинг познакомилась со сценаристом и актёром Дэниэлом Зелманом во время обучения в Нью-Йоркском университете в 1990 году. Они поженились 3 сентября 2000 года, и жили на Манхэттэне, Нью-Йорк. 7 апреля 2004 года Мессинг родила сына, Романа Уокера Зелмана. Мессинг и Зелман расстались в декабре 2011 года после 11 лет брака. Она подала на развод в июне 2012, который был официально завершён 1 марта 2016 года.
С конца 2011 года по октябрь 2014 года Мессинг встречалась с актёром Уиллом Чейзом, коллегой по телесериалу «Смэш».

## Фильмография
| Кино                  | Кино                                | Кино                              | Кино                      | Кино |
| Год                   | Русское название                    | Оригинальное название             | Роль                      | Примечание |
| --------------------- | ----------------------------------- | --------------------------------- | ------------------------- | --- |
| 1995                  | Прогулка в облаках                  | A Walk in the Clouds              | Бетти Саттон              | |
| 1997                  | Флот Макхэйла                       | McHale’s Navy                     | Лейтенант Пенелопа Картер | |
| 1998                  | Знаменитость                        | Celebrity                         | Тележурналист             | Камео |
| 2002                  | Человек-мотылёк                     | The Mothman Prophecies            | Мария Кляйн               | |
| 2002                  | Голливудский финал                  | Hollywood Ending                  | Лори                      | |
| 2004                  | А вот и Полли                       | Along Came Polly                  | Лиза Крамер               | |
| 2004                  | Гарфилд                             | Garfield                          | Арлин                     | Озвучивание |
| 2005                  | Жених напрокат                      | The Wedding Date                  | Кэт Эллис                 | Номинация — People’s Choice Award любимой комедийной актрисе |
| 2006                  | Сезон охоты                         | Open Season                       | Бет                       | Озвучивание |
| 2007                  | Фиолетовые фиалки                   | Purple Violets                    | Кейт Скотт                | |
| 2007                  | Везунчик                            | Lucky You                         | Сюзанна Оффер             | |
| 2008                  | Женщины                             | The Women                         | Эди Коэн                  | |
| 2008                  | С праздниками ничто не сравнится    | Nothing Like the Holidays         | Сара Родригес             | Номинация — Премия «Спутник» за лучшую женскую роль в кинофильме — комедия или мюзикл |
| 2014                  | —                                   | Like Sunday, Like Rain            |                           | |
| 2018                  | Поиск                               | Searching                         | Детектив-сержант Уикс     | |
| 2020                  | Честный кандидат                    | Irresistible                      | Бабс Гарнетт              | |
| 2020                  | Тёмная пропасть                     | Dark Divide                       | Тиа Пайл                  | |
| Телевидение           |                                     |                                   |                           | |
| Год                   | Русское название                    | Оригинальное название             | Роль                      | Примечание |
| 1994-1995             | Полиция Нью-Йорка                   | NYPD Blue                         | Дана Абандандо            | 3 эпизода |
| 1995                  | Партнеры                            | Partners                          | Стейси Кольбер            | Эпизод: «City Hall» |
| 1995-1997             | Нед и Стейси                        | Ned and Stacey                    | Стейси Кольбер            | Регулярная роль, 47 эпизодов |
| 1996-1997             | Сайнфелд                            | Seinfeld                          | Бет                       | 2 эпизода |
| 1998                  | Добыча                              | Prey                              | Доктор Слоан Паркер       | Регулярная роль, 13 эпизодов |
| 1999                  | Иисус                               | Jesus                             | Мария Магдалина           | Телефильм |
| 1998-2006 2017 — 2020 | Уилл и Грейс                        | Will & Grace                      | Грейс Адлер               | Регулярная роль, 187 эпизодов Премия «Эмми» за лучшую женскую роль в комедийном телесериале (2003) Премия «Спутник» за лучшую женскую роль в телевизионном сериале — комедия или мюзикл (2002-03) Премия Гильдии актёров США за лучший актёрский состав в комедийном сериале (2001) TV Guide Award за лучшую женскую роль в комедийном телесериале (2001) Номинация — Премия «Эмми» за лучшую женскую роль в комедийном телесериале (2000-02, 2006-07) Номинация — Премия «Золотой глобус» за лучшую женскую роль в телевизионном сериале — комедия или мюзикл (2000—2005, 2019) Номинация — Премия Гильдии актёров США за лучшую женскую роль в комедийном сериале (2001, 2004) Номинация — Премия Гильдии актёров США за лучший актёрский состав в комедийном сериале (2002-05) Номинация — American Comedy Award за лучшую женскую роль в комедийном телесериале (2000-01) Номинация — Премия «Спутник» за лучшую женскую роль в телевизионном сериале — комедия или мюзикл (2004) Номинация — Teen Choice Award за лучшую женскую роль в комедийном телесериале (2001, 02, 06) |
| 2007                  | Развод по-голливудски               | The Starter Wife                  | Молли Каган               | Мини-сериал Премия «Грейси» за лучшую женскую роль в мини-сериале Номинация — Премия «Золотой глобус» за лучшую женскую роль — мини-сериал или телефильм Номинация — Премия Гильдии киноактёров США за лучшую женскую роль в телефильме или мини-сериале |
| 2008                  | Развод по-голливудски               | The Starter Wife                  | Молли Каган               | Регулярная роль, 10 эпизодов Номинация — Премия «Золотой глобус» за лучшую женскую роль в телевизионном сериале — комедия или мюзикл (2009) |
| 2010                  | —                                   | Wright vs. Wrong                  | Эвелин Райт               | Пилот |
| 2011                  | Закон и порядок: Специальный корпус | Law & Order: Special Victims Unit | Алисия Хардинг            | Эпизод: «Pursuit» |
| 2012-2013             | Смэш                                | Smash                             | Джулия Хьюстон            | Регулярная роль, 32 эпизода |
| 2013                  | —                                   | Mother’s Day                      | Элла                      | Пилот |
| 2014-2016             | Тайны Лауры                         | The Mysteries of Laura            | Детектив Лаура Дэймонд    | Регулярная роль, 38 эпизодов |
| 2016                  | Грязные танцы                       | Dirty Dancing                     | Маржори Хаусман           | Телевизионный фильм |